# CENA
CENA este un calculator militar românesc realizat la începutul anilor 60 după modelul calculatorului MECIPT-1.